# 羅容均

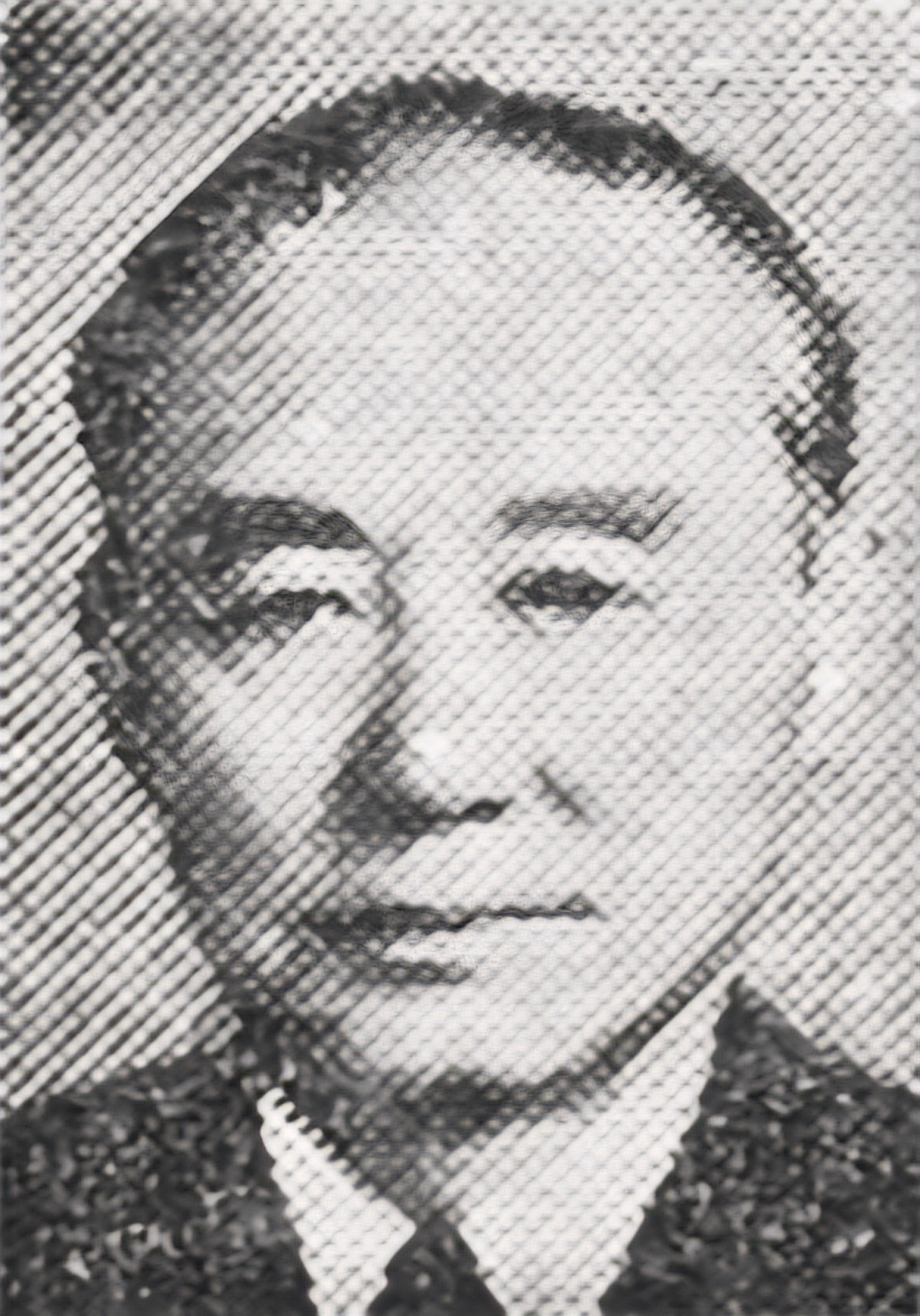
1964年ごろ

羅 容均（ナ・ヨンギュン、朝鮮語: 나용균、1895年2月25日または1895年11月25日または1896年1月8日 - 1984年7月6日）は、日本統治時代の朝鮮の独立運動家、大韓民国の政治家。制憲・第4・5・6代韓国国会議員、第6代保健社会部長官、第6代国会副議長を歴任した。
本貫は羅州羅氏。号は白峰。金大中の側近で外交官・元駐日大使の羅鍾一は四男、順天郷大学校名誉教授の羅鍾億は六男。2人以外に次男と三男も政治学者である。

## 経歴
全羅北道井邑またはソウル鍾路区出身。早稲田大学政治科卒（または政経学部中退）。早大在学中に白寛洙・金度演ら朝鮮人留学生と共に二・八独立宣言の発表を主導し、三・一運動に関わり逮捕・投獄された後、渡中し大韓民国臨時政府議政院議員に選ばれ、臨時議院法制委員・政務調査特別委員・政治分科委員、上海海内外国民大会準備委員を務めた。1921年・22年に呂運亨・金奎植らと共にモスクワの遠東革命者大会、極東人民代表大会、極東弱小民族大会に参加した後、1923年に渡英し、ロンドン大学政経学科修了。1927年にアメリカ視察などに参加した後、朝鮮に帰国し営農生活を送り、干拓事業も行った。
光復後は韓国民主党発起人・事務局長、国会議員4期、制憲国会内務治安委員長、民主国民党政策委員長、第3・4代UN総会韓国代表、民政党最高委員・事務局長、保健社会部長官（1960年9月12日～1961年1月29日）、第6代国会副議長（1963年〜1965年）、アジア国会議員連合（APU）第2回総会運営委員会議長、列国議会同盟（IPU）コペンハーゲン大会副議長、民衆党全北第8地区党委員長・顧問、制憲同志会会長を務めた。
1984年7月6日、ソウル市明倫洞の自宅で老衰のため死去。90歳没。

## エピソード
全羅北道井邑市永元面にある生家と祠堂は2006年に登録文化財第276号に指定されている。なお、付近は東学農民運動の発端となった土地で、生家の3.6 km離れた所に全琫準の家がある。
いつも洋服の左胸のポケットに白いハンカチを入れる紳士である。
政界では親しいグループがおらず、一匹狼的な政治家であり、議員任期最後の1967年4月に尹潽善を非難しながら新民党を離党し、共和党に入党した。
1977年に建国褒章を受章。1990年に建国勲章愛国章を追叙された。
現在の韓国国会で模範的な議政活動を行った議員に贈る「白峰紳士賞」は羅に由来する。